# كامتشو
 تيفيتا تيامولا فيتاياكيمويتا فيفيتا  (بالإنجليزية: Tanga Loa)‏ (ولد في 7 مايو 1983) هو مصارع أمريكي من أصل تونغاني محترف، حاليا يعمل لصالح منظمة المصارعة اليابانية نيو جابان برو رسلينق (أن جي بي دبليو NJPW) تحت أسم تانقا لوا (في الأساس تانقا روا). عرف خلال فترة عمله مع دبليو دبليو إي من عام 2011 إلى 2014 تحت أسم كماتشو. وسبق له أن عمل لمنظمة التطوير التابعه لدبليو دبليو إي، فلوريدا تشامبيون شيب ريسلنغ، تحت أسم دوني مارلو حيث كان هناك بطل لبطولة فلوريدا للفرق الزوجية مع سي جي باركر. هو أيضا عمل لمنظمة توتال نون ستوب أكشن ريسلنغ تحت أسم ميكاه. فيفيتا هو جزء من عائلة معروفة بمصارعة المحترفين، حيث هو أخ المصارع تاما تونقا وأبن المصارع هاكو. هو وأخيه تاما تونقا أبطال سابقين لبطولة IWGP للفرق الزوجية لثلاث مرات.

## النشأة
ولد في هونولولو، هاواي، فيفيتا دخل بجامعة تكساس في إل باسو، حين لعب كرة قدم أمريكية كمدافع. تخرج بشهادة في الفنون الليبرالية مع تخصص في الاتصالات وسائل الإعلام الإلكترونية وثانوي في العدالة الجنائية.

## مسيرته في مصارعة المحترفين

### دبليو دبليو إي

#### فلوريدا تشامبيون شيب ريسلنغ(2009–2011)
بعد أن حضى بتجربة في دبليو دبليو إي مع أخيه المتبنى أليبايت، فيفيتا وقع عقد تطويري مع المنظمة في 10 فبراير 2009، وأُرسل إلى الأتحاد التطويري فلوريدا تشامبيون شيب ريسلنغ تحت أسم تونقا. في مارس، أصبح أسمه أيجنت تي، كجزء من فريق واشنطن سيكريت سيرفس (الخدمة السرية لواشنطن) مع كل من أيجنت دي وأيجنت سي، لاحقا غير أسمه إلى دوني مارلو. في 21 يوليو 2011، مارلو وسي جي باركر أنتصروا على كالفين راينس وبيق أي لانقستون ليربحوا بطولة فلوريدا للفرق الزوجية. في 3 نوفمبر، مارلو وسي جي باركر خسروا بطولة فلوريدا للفرق الزوجية لصالح براد مادوكس وبرلي بيرس.

#### التعاون مع هونيكو (2011–2013)

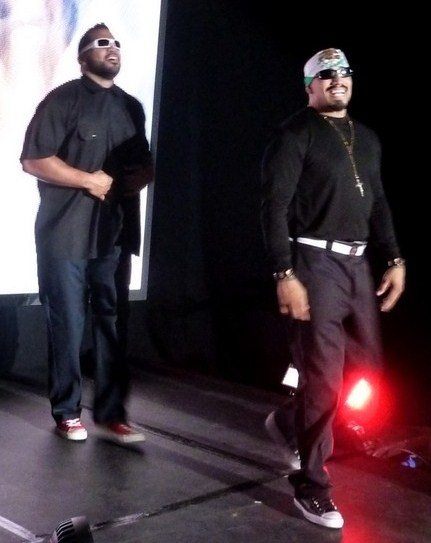
كماتشو مع هونيكو في نوفمبر 2013.

في 15 ديسمبر 2011 بعرض سوبرستارز، فيفيتا دخل للحلبة كحامي جديد لهونيكو، وأعطى أسم جديد وهو كماتشو. هونيكو وكماتشو تعاونوا في حلقة 26 أبريل من عرض سوبرستارز وخسروا لصالح ذا أوسو. كماتشو ظهر لأول مرة في المهرجانات الشهرية بعرض أوفر ذا ليمت، حيث خسر في مباراة فردية لصالح رايباك. كماتشو أصبح يظهر في المنظمة التطويرية التابعة لدبليو دبليو إي، الذي كانت في السابق بأسم فلوريدا تشامبيون شيب ريسلنغ، والان تم أعادة تسميتها لأن أكس تي رسلينق، ظهر لأول مرة في أن أكس تي بحلقة يوم 4 يوليو 2012، خاسرا في مباراة فردية لصالح سيث رولينز ولكن حقق أنتصار لاحقا في تلك الحلقة في مباراة فرق سداسية متعاونا مع هونيكو ومايكل ماكجيليكتي ضد سيث رولينز وبو دالاس وتايسون كيد. في الحلقة التالية من أن أكس تي، كماتشو أنتصر على تايسون كيد في مباراة فردية بعد تشتيت من قبل مايكل ماكجيليكتي. في العرض التمهيدي لموني ان ذا بنك، هو وهونيكو خسروا لصالح أبطال الفرق الزوجية، كوفي كينغستون وآر تروث في مباراة ليست على اللقب. بعرض راو 1000، كماتشو وهونيكو وأربعة أخرين حاولوا مهاجمة كين ولكن أدى ذلك لعودة الأسطورة ذا أندرتيكر وعودة إخوة الدمار منهين الستة مصارعين. مع أصابة هونيكو، كماتشو أصبح ينافس في أن أكس تي. بعد وضع جائزة بقيمة 5,000 دولار لمن يستطيع الأنتصار على بيج اي لينجستون، كماتشو حاول أن يحصل على الجائزة في نهاية 2012 ليحاول مساعدة «هونيكو ليخرج من المكسيك» ولكن تم القضاء عليه من قبل بيج اي لينجستون. في 4 أبريل 2013، كماتشو تعاون مرة أخرى مع هونيكو في عرض رسلمينيا أكسيس.

#### المنافسة الفردية (2013–2014)
في 6 نوفمبر 2013 بعرض ماين أيفينت هو وهونيكو ظهروا لأول مرة على التلقاز منذ يوليو 2012، خاسرين لصالح ذا أوسو. هو وهونيكو بعدها دخلوا في عداوة مع ذا أسنشين، منتصرين عليهم في مباراة ليست على اللقب، ولكن بعدها خسروا في مباراة على اللقب. بعدها هونيكو بدا يستخدم شخصية سين كارا مرة أخرى، كاماتشو بدا يصارع بشكل فردي في أن أكس تي وحقق فوز صعب على العائد أوليفر قري في 13 مارس بتسجيلات التلفاز. عداوته الأخيرة في دبليو دبليو إي كانت أمام آدم روز في أن أكس تي، التي بدات حين هاجم واحد من أتباع روز بعد مباراة وأنتهت بعرض أن أكس تي تايك أوفر حين خسر كماتشو لروز. في 12 يونيو 2014، تم فسخ عقد كاماتشو.

### توتال نون ستوب أكشن ريسلنغ(2015–2016)
في 16 فبراير 205، فيفيتا شارك في دورة قت شيك الخاصة بأتحاد توتال نون ستوب أكشن ريسلنغ، وقد نجح في الفوز بالدورة ليحصل على مكان له في المنظمة. في 15 مارس 2015، فيفيتا تحت أسمه الجديد ميكاه أعلن أنه أبن الأسطورة هاكو، وظهر لأول مرة بعرض إمباكت ريسلنغ كجزء من فريق ذا ريزينق، فريق مكون منه ودرو غالوي وألي دريك. في 24 أبريل بعرض إمباكت ريسلنغ، ميكاه أنتصر على كيني كينق. في 22 مايو بعرض إمباكت ريسلنغ، ميكاع نافس كيني كينق على بطولة الأكس ديفجن ولكنه فشل في الفوز بها. في 3 يونيو بعرض إمباكت ريسلنغ، ذا ريزينق أنتصروا على فريق ذا بيت داون كلان. في 1 يوليو بعرض إمباكت ريسلنغ، ذا بيت داون كلان أنتصروا على ذا ريزينق بمباراة غير متكافئة من نوع أربعة تثبيتات من ثلاثة، وتم أجبار ذا ريزينق على التفكك. في 9 سبتمبر بعرض إمباكت ريسلنغ، ميكاه وتيقري أونو وروبي أي أنتصروا على جيسي جودرز وكيني كينق وزميله السابق ألي دريك في مباراة فرق سداسية زوجية. ومن أكتوبر إلى نوفمبر (الذي تم تسجيله في 22 يوليو إلى 25 يوليو)، ميكاه شارك في دورة بطولة العالم في مجموعة فيوشر4 ، وخلالها حصل على 4 نقاط وبذلك فشل في التأهل من دور 16. في 16 ديسمبر بعرض إمباكت ريسلنغ، ميكاه صارع أخر مباراة له في توتال نون ستوب أكشن ريسلنغ، حين تعاون مع زميله السابق ألي دريك، جيسي جودرز وكريمزن في خسارة للفريق المكون من تيقري أونو ودي جي زي ومانيك وماندروز في مباراة فرق ثمانية زجية. ميكاه لم يظهر بعدها حتى تم تسريحه.

### نيو جابان برو رسلينق(2016-إلى الآن)
في 12 مارس 2016، فيفيتا، فيفيتا أعلن عنه كعضو جديد لفريق بولت كلوب في نيو جابان برو رسلينق. الأعلان تم عن طريق أخيه تاما تونقا، الذي تحدى توجي ماكابي وتومواكي هونما على بطولة IWGP للفرق الزوجية في عرض أنفاجن أتاك 2016. بعدها بيومان، فيفيتا أعطى أسم جديد وهو تانقا لوا (بعض المرات ينطق تانقا روا)، والفريق المكون منه ومن أخيه أطلق عليه غوريلاز أوف ديستني. أسم فيفتا في الحلبة مستوحى من تانقالوا، عائلة من الألهة في الأساطير التنغانية. لوا ظهر لأول مرة في نيو جابان تاريخ 27 مارس مهاجما توجي ماكابي خلال مباراته مع تاما تونقا، مسببا نهاية المباراة بالأقصاء. لوا لعب مباراته الأولى في 1 أبريل، حين تعاون مع زملائه في فريق بولت كلوب تاما تونقا، باد لك فالي، كيني أوميقا ويوجيرو تاكاهاشي خاسرين لصالح توجي ماكابي، تومواكي هونما، جوس روبنسون، هيروشي تاناهاشي ومايكل أليجن في مباراة أقصاء فرق من عشرة رجال. في 10 أبريل بعرض أناجن أتاك 2016، غوريلاز أوف ديستني أنتصروا على توجي ماكابي وتومواكي هونما وأصبحوا بذلك الأبطال الجدد لبطولة IWGP للفرق الزوجية لأول مرة في تاريخهم. خسروا البطولة لصالح ذا برسكو بروذرز (جاي ومارك) في 19 يونيو بعرض دومنيون 6.19 في أوساكا جو هال. في 10 أكتوبر بعرض كينق أوف برو رسلينق، ذا غوريلاز أوف ديستني أستعادوا بطولة IWGP للفرق الزوجية من ذا برسكو بروذرز. في ديسمبر، ذا غوريلاز أوف ديستني نجحوا في الفوز بمجموعتهم في دوري فرق العالم 2016 برصيد ستة أنتصارات وخسارة واحدة مما أدى إلى تأهلهم لنهائي الدوري. في 10 ديسمبر، ذا غوريلاز أوف ديستني خسروا في نهائي الدوري لصالح توجي ماكابي، تومواكي هونما. في 4 يناير 2017، لوا وتونقا خسروا بطولة IWGP للفرق الزوجية لصالح توموهيرو أيشي وتورو يانو في مباراة ثلاثية، كانوا توجي ماكابي، تومواكي هونما طرف بها. في 11 يونيو بعرض دومنيون 6.11 في أوساكا جو هال، لوا وتونقا أنتصروا على وار ماشينز (هانسون وريموند روي) ليصبحوا مرة أخرى أبطال IWGP للفرق الزوجية للمرة الثالثة في تاريخهم. خسروا البطولة لصالح وار ماشينز في مباراة بدون قوانين أقيمت في 1 يوليو بعرض جي1 سبيشل في الولايات المتحدة.

### كونسيخو مونديال دي لوتشا ليبري(2016)
في 1 يونيو 2016، المنظمة المكيسكية كونسيخو مونديال دي لوتشا ليبري (سي أم أل أل CMLL) أعلنت أن روا وتاما تونقا سيشاركون بدورة أنترناشونال فران بريكس 2016. في 24 يونيو، روا وتونقا وسام أدونيس أنتصروا على أتلانتس وديامانتي ازول وفولادور جي أر في قاعة المكسيك. في 1 يوليو، روا شارك بدورة أنترناشونال فران بريكس 2016، ولكن تم أقصائه من قبل ألتيمو غوريرو.

## حياته الشخصية
فيفيتا هو مصارع من الجيل الثاني، والده هو المصارع هاكو. أخوته المتبنين أليبايت وتاولا أيضا مصارعين. عائلة أنوي مثل ذا أوسو وذا روك ورومان رينز يعتبرون كعائلة لعائلة فيفتيا وعلى الرغم أنه لا يوجد ترابط بالدم بينهم ولكن بيتر مايفيا ساعد في تدريب والده هاكو وأيضا توجد علاقة قوية بين العائلتان.

## في المصارعة
- الضربة القاضية
  - كـ كماتشو
    - دي دي تي
    - ساموان دروب

  - كـ دوني مارلو
    - ديفينق هيدبت
    - ساموان دروب
    - سيتوت فايسبستر

  - كـ ميكاه
    - ساموان دروب

  - كـ تانقا لوا
    - أبيشيت (بايلدرفر)
    - رننق ساموان دروب
- حركات معروف بها
  - باكبريكير
  - ديفينق ليق دروب
  - سوبلكس
    - بيلي تو باك
    - دبل أندرهوك سوبر
    - ريفرس سلام

  - باور سلام
  - سبينينق سباينبستر
- مع تاما تونقا
  - غوريلا وارفاير (دي دي تي)
  - نايت فال (سوبلكس ونيكبريكر)
- قام بإدارة
  - هونيكو
- ألقابه
  - «ذا سيلفر باك»
- أغاني الدخول

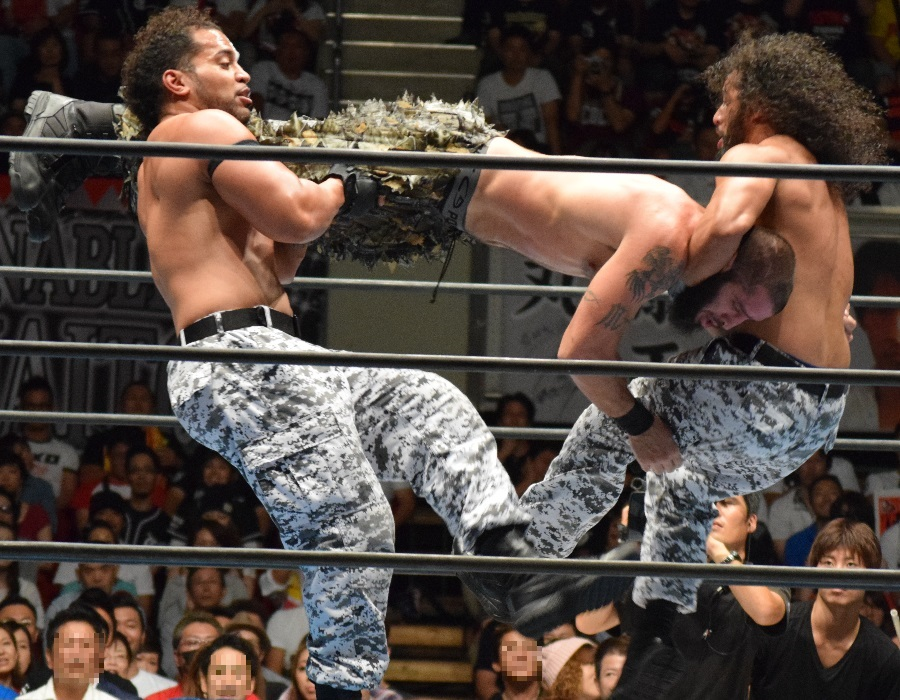
تفيتا و تاما تونقا ينفذون حركة غوريلا وارفاير على مارك برسكو.

  - «ريسبيتو» من قبل سيكريت وييبن وجيم جونستون (في WWE من 15 ديسمبر 2011 إلى 12 يونيو 2014، حين يتعاون مع هونيكو)
  - «ذا غوست أن أس» من قبل دالي أوليفر (في TNA من 8 مايو 2015 إلى 16 ديسمبر 2015)
  - «شوت أيم» من قبل Qبريك (في NJPW من 2016-إلى الآن، مع بولت كلوب)
  - «غوريلاز أوف ديستني» (حين يتعاون مع تاما تونقا)

## البطولات والانجازات
- فلوريدا تشامبيون شيب ريسلنغ

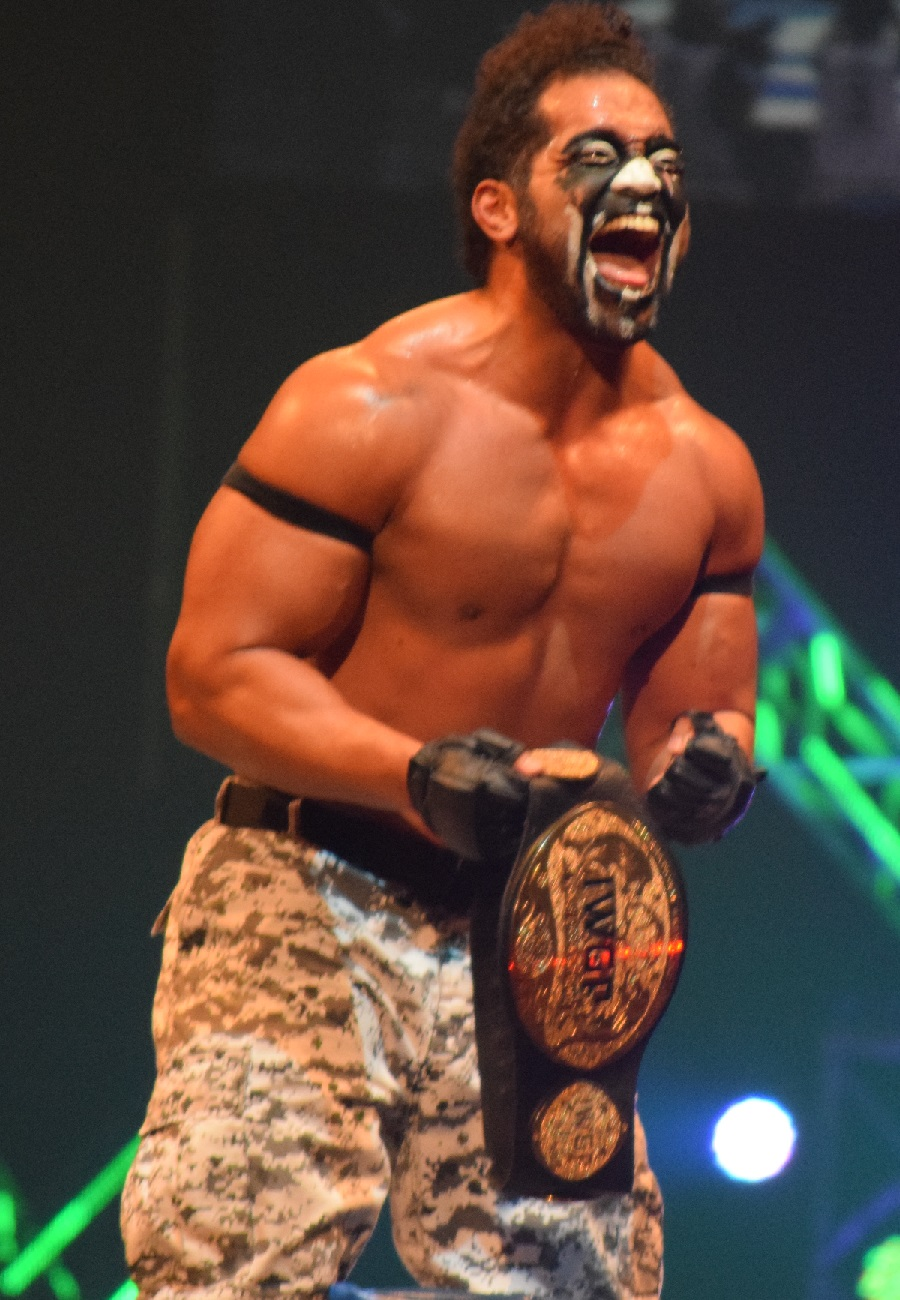
لوا حامل بطولة IWGP للفرق الزوجية في نوفمبر 2016.

  - بطولة فلوريدا للفرق الزوجية (مرة واحدة) - مع سي جي باركر
- نيو جابان برو رسلينق
  - بطولة IWGP للفرق الزوجية (3 مرات) - مع تاما تونقا
- مجلة برو رسلينق أليستريتد
  - تم تصنيفه في المرتبة 140# في قائمة أفضل 500 مصارع لهذا العام (2017)
- توتال نون ستوب أكشن ريسلنغ
  - الفائز بدورة قيت شك (2015)
- ريسل سيركس
  - بطولة بيق توب للفرق الزوجية (مرة واحدة) - مع تاما تونقا

## وصلات خارجية
- كامتشو على موقع IMDb (الإنجليزية)
- كامتشو على موقع قاعدة بيانات الفيلم (الإنجليزية)
- كامتشو على موقع دبليو دبليو إي (الإنجليزية)
- كامتشو على موقع CageMatch worker (الإنجليزية)
- كامتشو على موقع عالم المصارعة على الإنترنت (الإنجليزية)
- كامتشو على موقع عالم المصارعة على الإنترنت (الإنجليزية)

- تانقا لوا في دبليو دبليو إي دوت كوم